# Леблебиджийска улица
„Йосиф Йосифовски Свещарот“ (на македонска литературна норма: „Јосиф Јосифовски Свештарот“), позната и под неофициалното име Леблебиджийска улица („Леблебиџиска улица“), е централна улица в град Струмица, Северна Македония.
Представлява търговска и културно-историческа улица, разположена в строгия център на града, на метри от общинското събрание. Нейното неофициално име произхожда от продукта леблебия, който в миналото масово е продаван по тази улица.
Улицата започва от Орта джамия и се простира до бившето градско кино „Балкан“, а оттам до площад „Гоце Делчев“ е обособена пешеходна зона, която преобладават локалите, определящи нощния живот в града. Днес е считана за най-бохемската улица в града.